# Camelus bactrianus
El camello bactriano (Camelus bactrianus) es un gran ungulado doméstico nativo de las estepas de Asia Central. Tiene dos gibas en la espalda, tal y como sucede con el camello salvaje (Camelus ferus) en contraste con el dromedario (Camelus dromedarius) que cuenta con una sola giba. Su población de dos millones existe únicamente en la forma domesticada. Su nombre proviene de la antigua región histórica de Bactria. 
Los camellos bactrianos son camellos domesticados que han servido como animales de carga en el centro de Asia desde la antigüedad. Con su tolerancia al frío, la sequía y las grandes altitudes, permitió el viaje de caravanas en la Ruta de la Seda. Los camellos bactrianos, son una especie separada del camello salvaje, que es la única especie de camello verdaderamente salvaje (en oposición a la asilvestrada) en el mundo.

## Taxonomía
|  | Vicuña                                            |
|  |                                                   |
|  | \| \| Llama \| \| \| \| \| \| Guanaco \| \| \| \| |
|  |                                                   |
|  | Llama                                             |
|  |                                                   |
|  | Guanaco                                           |
|  |                                                   |

|  | Llama   |
|  |         |
|  | Guanaco |
|  |         |

|  | Vicuña                                            |
|  |                                                   |
|  | \| \| Llama \| \| \| \| \| \| Guanaco \| \| \| \| |
|  |                                                   |
|  | Llama                                             |
|  |                                                   |
|  | Guanaco                                           |
|  |                                                   |

|  | Llama   |
|  |         |
|  | Guanaco |
|  |         |

|  | Dromedario                                                                      |
|  |                                                                                 |
|  | \| \| Camello bactriano salvaje \| \| \| \| \| \| camello bactriano \| \| \| \| |
|  |                                                                                 |
|  | Camello bactriano salvaje                                                       |
|  |                                                                                 |
|  | camello bactriano                                                               |
|  |                                                                                 |

|  | Camello bactriano salvaje |
|  |                           |
|  | camello bactriano         |
|  |                           |

|  | Vicuña                                            |
|  |                                                   |
|  | \| \| Llama \| \| \| \| \| \| Guanaco \| \| \| \| |
|  |                                                   |
|  | Llama                                             |
|  |                                                   |
|  | Guanaco                                           |
|  |                                                   |

|  | Llama   |
|  |         |
|  | Guanaco |
|  |         |

|  | Vicuña                                            |
|  |                                                   |
|  | \| \| Llama \| \| \| \| \| \| Guanaco \| \| \| \| |
|  |                                                   |
|  | Llama                                             |
|  |                                                   |
|  | Guanaco                                           |
|  |                                                   |

|  | Llama   |
|  |         |
|  | Guanaco |
|  |         |

|  | Dromedario                                                                      |
|  |                                                                                 |
|  | \| \| Camello bactriano salvaje \| \| \| \| \| \| camello bactriano \| \| \| \| |
|  |                                                                                 |
|  | Camello bactriano salvaje                                                       |
|  |                                                                                 |
|  | camello bactriano                                                               |
|  |                                                                                 |

|  | Camello bactriano salvaje |
|  |                           |
|  | camello bactriano         |
|  |                           |

|  | Vicuña                                            |
|  |                                                   |
|  | \| \| Llama \| \| \| \| \| \| Guanaco \| \| \| \| |
|  |                                                   |
|  | Llama                                             |
|  |                                                   |
|  | Guanaco                                           |
|  |                                                   |

|  | Llama   |
|  |         |
|  | Guanaco |
|  |         |

|  | Vicuña                                            |
|  |                                                   |
|  | \| \| Llama \| \| \| \| \| \| Guanaco \| \| \| \| |
|  |                                                   |
|  | Llama                                             |
|  |                                                   |
|  | Guanaco                                           |
|  |                                                   |

|  | Llama   |
|  |         |
|  | Guanaco |
|  |         |

|  | Dromedario                                                                      |
|  |                                                                                 |
|  | \| \| Camello bactriano salvaje \| \| \| \| \| \| camello bactriano \| \| \| \| |
|  |                                                                                 |
|  | Camello bactriano salvaje                                                       |
|  |                                                                                 |
|  | camello bactriano                                                               |
|  |                                                                                 |

|  | Camello bactriano salvaje |
|  |                           |
|  | camello bactriano         |
|  |                           |

|  | Vicuña                                            |
|  |                                                   |
|  | \| \| Llama \| \| \| \| \| \| Guanaco \| \| \| \| |
|  |                                                   |
|  | Llama                                             |
|  |                                                   |
|  | Guanaco                                           |
|  |                                                   |

|  | Llama   |
|  |         |
|  | Guanaco |
|  |         |

|  | Vicuña                                            |
|  |                                                   |
|  | \| \| Llama \| \| \| \| \| \| Guanaco \| \| \| \| |
|  |                                                   |
|  | Llama                                             |
|  |                                                   |
|  | Guanaco                                           |
|  |                                                   |

|  | Llama   |
|  |         |
|  | Guanaco |
|  |         |

|  | Dromedario                                                                      |
|  |                                                                                 |
|  | \| \| Camello bactriano salvaje \| \| \| \| \| \| camello bactriano \| \| \| \| |
|  |                                                                                 |
|  | Camello bactriano salvaje                                                       |
|  |                                                                                 |
|  | camello bactriano                                                               |
|  |                                                                                 |

|  | Camello bactriano salvaje |
|  |                           |
|  | camello bactriano         |
|  |                           |

|  | Vicuña                                            |
|  |                                                   |
|  | \| \| Llama \| \| \| \| \| \| Guanaco \| \| \| \| |
|  |                                                   |
|  | Llama                                             |
|  |                                                   |
|  | Guanaco                                           |
|  |                                                   |

|  | Llama   |
|  |         |
|  | Guanaco |
|  |         |

|  | Vicuña                                            |
|  |                                                   |
|  | \| \| Llama \| \| \| \| \| \| Guanaco \| \| \| \| |
|  |                                                   |
|  | Llama                                             |
|  |                                                   |
|  | Guanaco                                           |
|  |                                                   |

|  | Llama   |
|  |         |
|  | Guanaco |
|  |         |

|  | Dromedario                                                                      |
|  |                                                                                 |
|  | \| \| Camello bactriano salvaje \| \| \| \| \| \| camello bactriano \| \| \| \| |
|  |                                                                                 |
|  | Camello bactriano salvaje                                                       |
|  |                                                                                 |
|  | camello bactriano                                                               |
|  |                                                                                 |

|  | Camello bactriano salvaje |
|  |                           |
|  | camello bactriano         |
|  |                           |

|  | Vicuña                                            |
|  |                                                   |
|  | \| \| Llama \| \| \| \| \| \| Guanaco \| \| \| \| |
|  |                                                   |
|  | Llama                                             |
|  |                                                   |
|  | Guanaco                                           |
|  |                                                   |

|  | Llama   |
|  |         |
|  | Guanaco |
|  |         |

|  | Vicuña                                            |
|  |                                                   |
|  | \| \| Llama \| \| \| \| \| \| Guanaco \| \| \| \| |
|  |                                                   |
|  | Llama                                             |
|  |                                                   |
|  | Guanaco                                           |
|  |                                                   |

|  | Llama   |
|  |         |
|  | Guanaco |
|  |         |

|  | Dromedario                                                                      |
|  |                                                                                 |
|  | \| \| Camello bactriano salvaje \| \| \| \| \| \| camello bactriano \| \| \| \| |
|  |                                                                                 |
|  | Camello bactriano salvaje                                                       |
|  |                                                                                 |
|  | camello bactriano                                                               |
|  |                                                                                 |

|  | Camello bactriano salvaje |
|  |                           |
|  | camello bactriano         |
|  |                           |

|  | Vicuña                                            |
|  |                                                   |
|  | \| \| Llama \| \| \| \| \| \| Guanaco \| \| \| \| |
|  |                                                   |
|  | Llama                                             |
|  |                                                   |
|  | Guanaco                                           |
|  |                                                   |

|  | Llama   |
|  |         |
|  | Guanaco |
|  |         |

|  | Vicuña                                            |
|  |                                                   |
|  | \| \| Llama \| \| \| \| \| \| Guanaco \| \| \| \| |
|  |                                                   |
|  | Llama                                             |
|  |                                                   |
|  | Guanaco                                           |
|  |                                                   |

|  | Llama   |
|  |         |
|  | Guanaco |
|  |         |

|  | Dromedario                                                                      |
|  |                                                                                 |
|  | \| \| Camello bactriano salvaje \| \| \| \| \| \| camello bactriano \| \| \| \| |
|  |                                                                                 |
|  | Camello bactriano salvaje                                                       |
|  |                                                                                 |
|  | camello bactriano                                                               |
|  |                                                                                 |

|  | Camello bactriano salvaje |
|  |                           |
|  | camello bactriano         |
|  |                           |

|  | Vicuña                                            |
|  |                                                   |
|  | \| \| Llama \| \| \| \| \| \| Guanaco \| \| \| \| |
|  |                                                   |
|  | Llama                                             |
|  |                                                   |
|  | Guanaco                                           |
|  |                                                   |

|  | Llama   |
|  |         |
|  | Guanaco |
|  |         |

|  | Vicuña                                            |
|  |                                                   |
|  | \| \| Llama \| \| \| \| \| \| Guanaco \| \| \| \| |
|  |                                                   |
|  | Llama                                             |
|  |                                                   |
|  | Guanaco                                           |
|  |                                                   |

|  | Llama   |
|  |         |
|  | Guanaco |
|  |         |

|  | Dromedario                                                                      |
|  |                                                                                 |
|  | \| \| Camello bactriano salvaje \| \| \| \| \| \| camello bactriano \| \| \| \| |
|  |                                                                                 |
|  | Camello bactriano salvaje                                                       |
|  |                                                                                 |
|  | camello bactriano                                                               |
|  |                                                                                 |

|  | Camello bactriano salvaje |
|  |                           |
|  | camello bactriano         |
|  |                           |

El camello bactriano comparte el género Camelus con el dromedario (C. dromedarius) y el camello bactriano salvaje (C. ferus). El camello bactriano pertenece a la familia Camelidae. El antiguo filósofo griego Aristóteles fue el primero en describir la especie de Camelus: en su Historia de los Animales del siglo IV a. C. Identificó el camello árabe de una giba y el camello bactriano de dos gibas. El zoólogo sueco Carl Linnaeus le dio al camello bactriano su actual nombre binomial Camelus bactrianus en su publicación de 1758 Systema Naturae . 
En 2007, Peng Cui (de la Academia de Ciencias de China) y sus colegas realizaron un estudio filogenético de las relaciones evolutivas entre las dos tribus de Camelidae: Camelini, que consta de las tres especies de Camelus (el estudio consideró al camello bactriano salvaje como una subespecie del camello bactriano) - y Lamini - que consiste en la alpaca (Vicugna pacos), el guanaco (Lama guanicoe), la llama (L. glama) y la vicuña (V. vicugna). El estudio reveló que las dos tribus habían divergido hace 25 millones de años (principios del Mioceno), notablemente antes de lo que se había estimado previamente de los fósiles de América del Norte. La especiación comenzó primero en Lamini cuando la alpaca comenzó a existir hace 10 millones de años. Casi dos millones de años después, el camello bactriano y el dromedario surgieron como dos especies independientes. Sin embargo, el registro fósil sugiere una divergencia mucho más reciente entre el camello bactriano y el dromedario porque a pesar de un registro fósil moderadamente rico de camélidos, ningún fósil que encaje dentro de esta divergencia es más antiguo que el Pleistoceno medio (aproximadamente 0,8 millones de años). 
El camello bactriano y el dromedario a menudo se cruzan para producir descendencia fértil. Cuando los rangos de las dos especies se superponen, como en el norte de Punjab, Irán y Afganistán, las diferencias fenotípicas entre ellas tienden a disminuir como resultado del cruzamiento extenso entre ellas. La fertilidad de su híbrido ha dado lugar a especulaciones de que el camello bactriano y el dromedario deberían fusionarse en una sola especie con dos variedades. Sin embargo, un análisis de 1994 del gen mitocondrial del citocromo b reveló que las especies muestran una divergencia del 10,3% en sus secuencias. 

### Diferencias con los camellos bactrianos salvajes
El camello bactriano salvaje (Camelus ferus) fue descrito por primera vez por Nikolay Przhevalsky a fines del siglo XIX y ahora se ha establecido como una especie distinta del camello bactriano (Camelus bactrianus).  
La opinión zoológica actual tiende a favorecer la idea de que C. bactrianus y C. dromedarius son descendientes de dos subespecies diferentes de C. ferus (Peters y von den Driesch 1997: 652) y no hay evidencia que sugiera que el rango original de C. Ferus incluyó aquellas partes de Asia Central e Irán donde se han encontrado algunos de los primeros restos bactrianos. 
En particular, se ha descubierto que una población de camellos bactrianos salvajes vive dentro de una parte de la región de Gashun Gobi del desierto de Gobi. Esta población es distinta de los rebaños domesticados tanto en composición genética como en comportamiento. [ cita requerida ]
Hasta tres regiones en la composición genética son claramente diferentes de los camellos bactrianos, con hasta un 3% de diferencia en el código genético base. Sin embargo, con tan pocos camellos salvajes, lo que habría sido la diversidad genética natural dentro de una población no está claro. [ cita requerida ]
Otra diferencia es la capacidad de estos camellos salvajes para beber aguanieve de agua salada, aunque aún no se sabe con certeza si el camello puede extraer agua útil. Los camellos domesticados no pueden beber tanta agua salada.

## Descripción

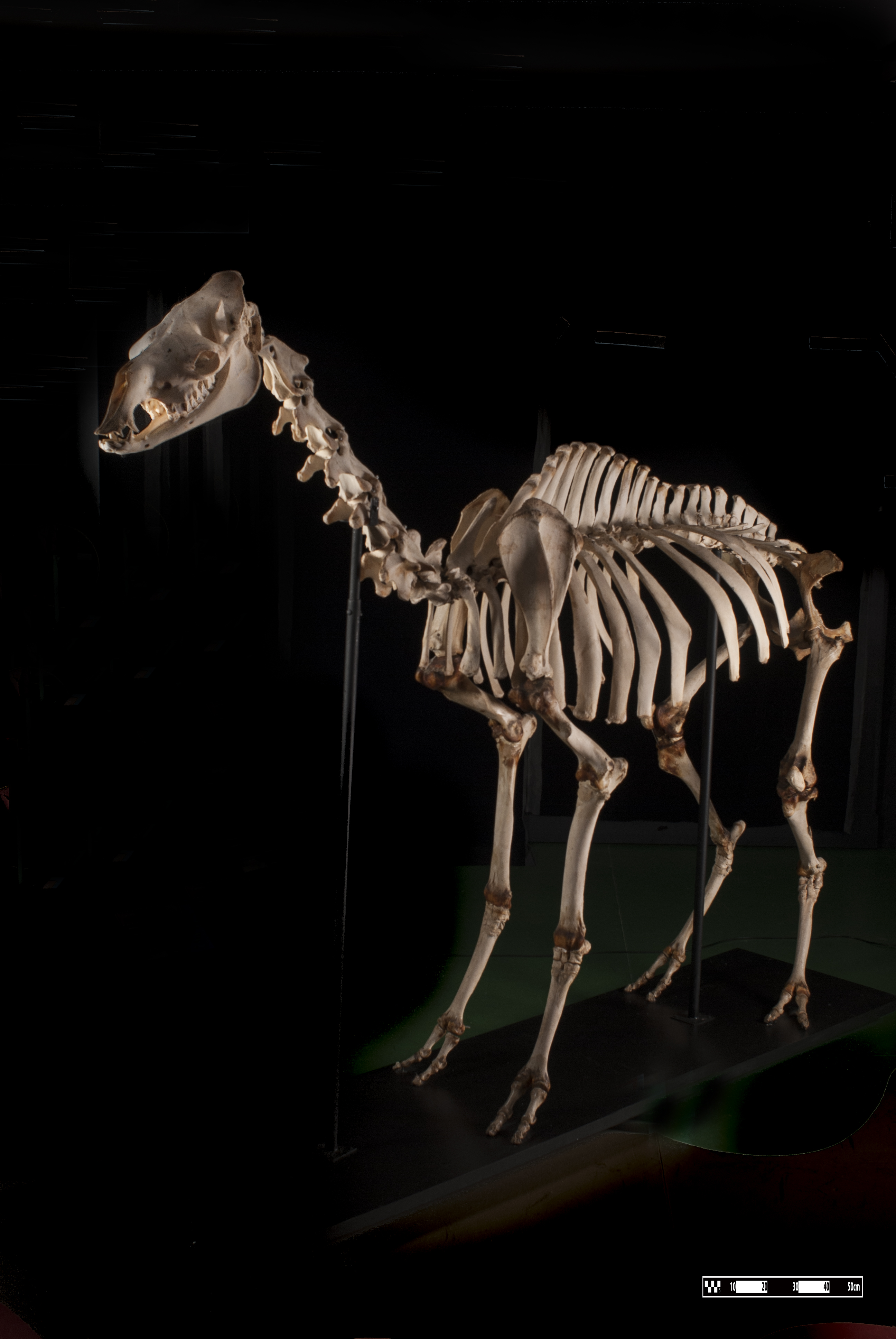
Esqueleto

El camello bactriano es el mamífero más grande en su área de distribución nativa y es el camello vivo más grande, aunque es más cortos en los hombros que el dromedario (C. dromedarius). La altura del hombro es de 180 a 230 cm (5,9 a 7,5 pies), la longitud de la cabeza y el cuerpo es de 225 a 350 cm (7,38 a 11,48 pies) y la longitud de la cola es de 35 a 55 cm (14 a 22 pulgadas). En la parte superior de las gibas, la altura promedio es de 213 cm (6,99 pies). 
La masa corporal puede variar de 300 a 1 000 kg (660 a 2,200 lb), con los machos a menudo mucho más grandes y pesados que las hembras. Su largo pelaje lanoso varía en color de marrón oscuro a beige arenoso. Se produce una melena y una barba de pelo largo en el cuello y la garganta, con pelos que miden hasta 25 cm (9.8 pulgadas) de largo.
El abrigo de invierno peludo se desprende extremadamente rápido, con grandes secciones que se despegan a la vez, pareciendo descuidadas. Las dos gibas en la espalda están compuestas de grasa (no agua, como a veces se piensa). La cara es típica de un camélido, es larga y algo triangular, con un labio superior partido. Las pestañas largas, junto con las fosas nasales sellables, ayudan a evitar el polvo en las tormentas de arena frecuentes que ocurren en su área de distribución natural. Los dos dedos anchos en cada pie tienen suelas indivisas y pueden extenderse ampliamente como una adaptación para caminar sobre la arena. Los pies son muy duros, como corresponde a un animal de ambientes extremos.

## Hábitat natural
Estos camellos son migratorios, y su hábitat abarca desde macizos de montañas rocosas hasta desiertos áridos, llanuras pedregosas y dunas de arena. Las condiciones son extremadamente duras: la vegetación es escasa, las fuentes de agua son limitadas y las temperaturas son extremas, que van desde −40 °C en invierno a 40 °C en verano. La distribución de los camellos está vinculada a la disponibilidad de agua, con grandes grupos que se congregan cerca de los ríos después de la lluvia o al pie de las montañas, donde se puede obtener agua de manantiales en los meses de verano y en forma de nieve durante el invierno.

## Historia de vida
Los camellos bactrianos son excepcionalmente expertos en soportar grandes variaciones de temperatura, que van desde el frío helado hasta el calor abrasador. Tienen una capacidad notable de pasar meses sin agua, pero cuando hay agua disponible, pueden beber hasta 57 litros a la vez. Cuando están bien alimentadas, las gibas son gruesas y erectas, pero a medida que disminuyen los recursos, las gibas se encogen y se inclinan hacia un lado. Cuando se mueven más rápido que una velocidad de caminar, avanzan, dando un paso adelante con ambas piernas del mismo lado (en lugar de trotar, usando diagonales alternativas como lo hacen la mayoría de los otros cuadrúpedos). Se han registrado velocidades de hasta 65 kilómetros por hora (40 mph), pero rara vez se mueven tan rápido. También se dice que los camellos bactrianos son buenos nadadores. El sentido de la vista está bien desarrollado y el sentido del olfato es extremadamente bueno. La vida útil de los camellos bactrianos se estima en hasta 50 años, a menudo de 20 a 40 en cautiverio.

### Dieta
Los camellos bactrianos son diurnos, duermen a la intemperie por la noche y buscan comida durante el día. Son principalmente herbívoros. Con bocas duras que pueden soportar objetos afilados como espinas, pueden comer plantas secas, espinosas, saladas o amargas y pueden ingerir prácticamente cualquier tipo de vegetación. Cuando otras fuentes de nutrientes no están disponibles, estos camellos pueden alimentarse de cadáveres, roer huesos, piel o varios tipos diferentes de carne. En condiciones más extremas, pueden comer cualquier material que encuentren, que incluye cuerda, sandalias e incluso carpas. Su capacidad para alimentarse de una amplia gama de alimentos les permite vivir en áreas con escasa vegetación. La primera vez que se traga la comida, no se mastica por completo. La comida parcialmente masticada (llamada cud) ingresa al estómago y luego se vuelve a subir para masticarla más.
Los camellos bactrianos pertenecen a un grupo bastante pequeño de animales que regularmente comen nieve para satisfacer sus necesidades de agua. Los animales que viven por encima de la línea de nieve pueden tener que hacer esto, ya que la nieve y el hielo pueden ser las únicas formas de agua durante el invierno, y al hacerlo, su alcance se amplía considerablemente. El calor latente de la nieve y el hielo es grande en comparación con la capacidad calorífica del agua, lo que obliga a los animales a comer solo pequeñas cantidades a la vez. 

### Reproducción
Los camellos bactrianos son ovuladores inducidos: ovulan después de la inseminación (inserción de semen en la vagina). El plasma seminal, no los espermatozoides, induce la ovulación. La ovulación ocurre en el 87% de las hembras después de la inseminación: el 66% ovula dentro de las 36 horas y el resto a las 48 horas (lo mismo que el apareamiento natural). La menor cantidad de semen requerida para provocar la ovulación es de aproximadamente 1,0 ml. 
Los machos durante el tiempo de apareamiento a menudo son bastante violentos y pueden morder, escupir o intentar sentarse en otros camellos machos. La edad de madurez sexual varía, pero generalmente se alcanza a los 3 a 5 años. La gestación dura alrededor de 13 meses. Se producen una u ocasionalmente dos crías y la hembra puede dar a luz un nueva cada dos años. Los jóvenes camellos bactrianos son precociales, pueden pararse y correr poco después del nacimiento y son bastante grandes con un peso promedio al nacer de 36 kg (79 lb). Son amamantados durante aproximadamente 1,5 años. El camello joven permanece con su madre durante tres a cinco años, hasta que alcanza la madurez sexual, y a menudo sirve para ayudar a criar a las generaciones posteriores durante esos años. Los camellos salvajes a veces se reproducen con camellos domesticados o salvajes.

## Relación con los humanos
Se cree que el camello bactriano fue domesticado (independiente del dromedario) en algún momento poco antes del 2 000 a. C. en el noreste de Afganistán o en el sudoeste de Turquestán. Se cree que el camello dromedario fue domesticado entre 1 500 a. C. y 1 000 a. C. en Arabia. Como animales de carga, estos ungulados son prácticamente insuperables, capaces de transportar 170–250 kg a una velocidad de 47 km por día, o 4 km/h durante un período de cuatro días. Además, los camellos bactrianos fueron una montura frecuente en Asia Central hasta el siglo XX, especialmente en áreas desérticas. En la antigua Sind, por ejemplo, los camellos bactrianos de dos gibas fueron utilizados inicialmente por los ricos para montar. Posteriormente, el camello fue llevado a otras áreas como Baluchistán e Irán con el mismo propósito. 

### Los camellos en el arte
El camello es una imagen relativamente común en Asia Central. Las representaciones más antiguas datan del III milenio a. C., en Turkmenistán; otras, que datan del II milenio a. C., se han encontrado en el norte de Afganistán e Irán (se han encontrado con frecuencia pinturas rupestres de camellos que datan de la Edad de Bronce en cuevas de Irán; el camello ocupa un lugar ritual). Más adelante aparecen escenas de camellos luchando con bestias salvajes (siglo III). Existen abundantes pruebas de que el camello era considerado en el siglo V en Asia Central y Sogdiana como un animal relacionado con los reyes; en particular, aparece apoyando tronos.
Como parte del equipamiento de sus enemigos los pueblos nómadas de las estepas, las representaciones de camellos comienzan a ser frecuentes en China a partir de mediados de la Dinastía Han.
En Occidente, debido a su presencia en la Biblia, el camello está desde el siglo V integrado en el arte cristiano y representa el Oriente. A partir del  siglo XVI, el camello se utiliza como alegoría de Asia, pero también de la lujuria, mientras que simbolizaba la templanza en la Edad Media.

### Importaciones en Estados Unidos
Los camellos bactrianos fueron importados a los EE. UU. varias veces a mediados y fines del siglo XIX, tanto por el ejército estadounidense como por comerciantes y mineros, en busca de animales de carga más resistentes que los caballos y las mulas. Aunque los camellos cubrieron estas necesidades, el Cuerpo de Camellos de los Estados Unidos nunca fue considerado un gran éxito. Habiendo traído dos envíos de menos de 100 camellos a los EE. UU., se hicieron planes para importar otros 1.000, pero la Guerra de Secesión interrumpió esto. La mayoría de los camellos sobrevivientes de estos esfuerzos, tanto militares como privados, simplemente se soltaron para sobrevivir en la naturaleza. Como resultado, a finales del siglo XIX existían pequeñas manadas salvajes de camellos bactrianos en los desiertos del sudoeste de los Estados Unidos.

### Documentales
- La historia del camello llorón es un documental / historia mongol de 2003 sobre una familia de pastores nómadas que intentan que su madre acepte una cría blanca, ya que rechaza al pequeño después de un parto difícil.

### Población

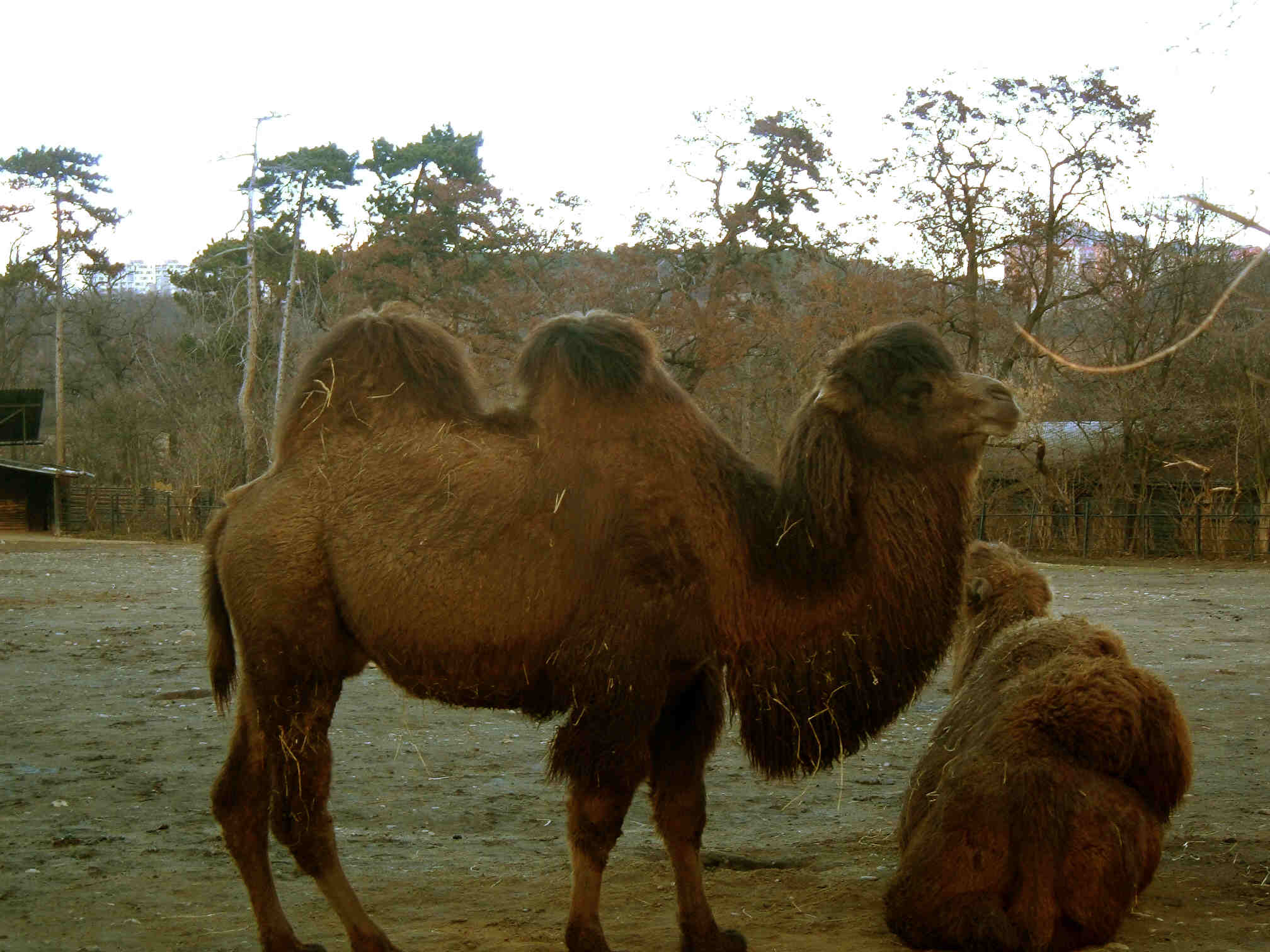
Pareja de camellos bactrianos en el zoológico de Praga

| País         | Población   |
| ------------ | ----------- |
| Mongolia     | 430,000     |
| China        | 270,000     |
| Kazajistán   | 200,000     |
| Kirguistán   | 50          |
| Uzbekistán   | 10,000      |
| Irán         | > 100       |
| Afganistán   | Desconocido |
| Pakistán     | 200         |
| Turkmenistán | 2,500       |
| India        | 150         |
| Azerbaiyán   | Desconocido |
| Rusia        | 100,000     |
| Total        | > 1,000,000 |